# Porostov
Porostov (bis 1927 auch slowakisch Porostovo; ungarisch Porosztó) ist eine Gemeinde im äußersten Osten der Slowakei mit 189 Einwohnern (Stand 31. Dezember 2024), die zum Okres Sobrance, einem Kreis des Košický kraj, gehört.

## Geographie
Die Gemeinde befindet sich im nordöstlichen Teil des Ostslowakischen Tieflands, im Einzugsgebiet des Uh. Das Ortszentrum liegt auf einer Höhe von 110 m n.m. und ist sechseinhalb Kilometer von Sobrance entfernt.
Nachbargemeinden sind Orechová im Norden, Krčava im Nordosten und Osten, Nižné Nemecké im Südosten, Jenkovce im Süden und Südwesten und Kristy im Westen und Nordwesten.

## Geschichte

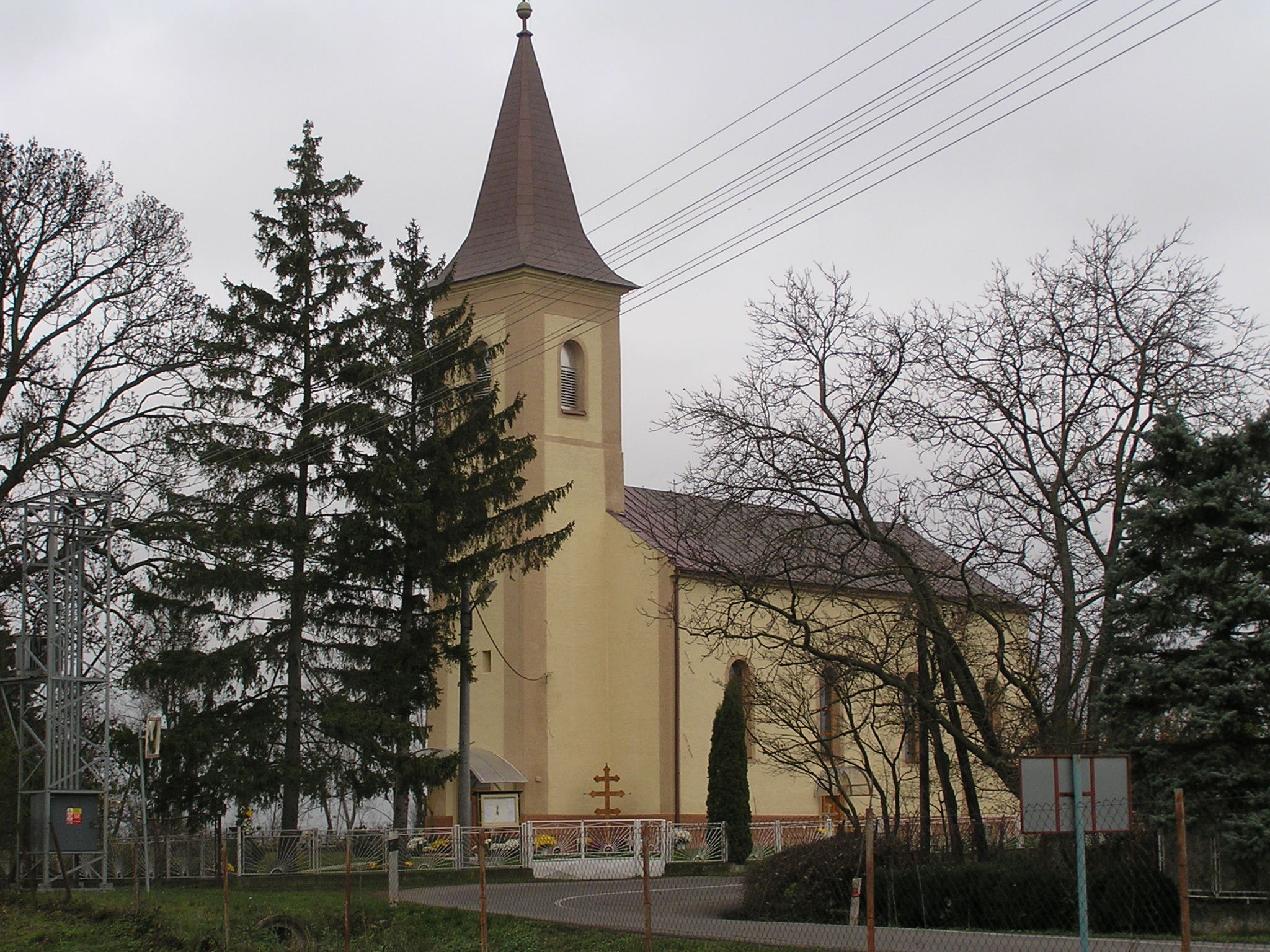
Griechisch-katholische Kirche im Ort

Porostov wurde zum ersten Mal 1412 als Porozthohaza schriftlich erwähnt, weitere historische Bezeichnungen sind unter anderen Porozlohaza a. n. Jakabhaza (1437) und Porostow (1808). Das Dorf war Teil der Herrschaft von Großmichel und Tibava. Im 19. Jahrhundert besaßen die Familien Tomcsányi, Vécsey und Tibay die Ortsgüter. 
1427 wurden 31 Porta verzeichnet. Im 18. Jahrhundert kam es wegen Flucht von Untertanen zu einem Bevölkerungsrückgang. 1715 gab es neun Haushalte, 1828 zählte man 45 Häuser und 436 Einwohner, die als Landwirte, Obstbauern und Waldarbeiter tätig waren. Von 1870 bis 1880 wanderten viele Einwohner aus.
Bis 1918/1919 gehörte der im Komitat Ung liegende Ort zum Königreich Ungarn und kam danach zur Tschechoslowakei beziehungsweise heute Slowakei. In der Zeit der ersten tschechoslowakischen Republik waren die Einwohner als Landwirte und Weber beschäftigt. Als Folge des Slowakisch-Ungarischen Kriegs war der Ort von 1939 bis 1944 noch einmal Teil Ungarns. Nach dem Zweiten Weltkrieg wurde 1958 die örtliche Einheitliche landwirtschaftliche Genossenschaft (Abk. JRD) gegründet, gefolgt 1963 von der örtlichen Niederlassung des Staatsguts, ein Teil der Einwohner pendelte zur Arbeit in Industriebetriebe in Vojany, Strážske, Košice sowie in das Staatsgut Kristy.

## Bevölkerung
| Jahr                | 1994 | 2004    | 2014    | 2024     |
| ------------------- | ---- | ------- | ------- | -------- |
| Anzahl der Personen | 233  | 231     | 213     | 189      |
| Unterschied         |      | −0,85 % | −7,79 % | −11,26 % |

| Jahr                | 2023 | 2024    |
| ------------------- | ---- | ------- |
| Anzahl der Personen | 192  | 189     |
| Unterschied         |      | −1,56 % |

Nach der Volkszählung 2011 wohnten in Porostov 208 Einwohner, davon 205 Slowaken. Drei Einwohner machten keine Angabe zur Ethnie.
150 Einwohner bekannten sich zur griechisch-katholischen Kirche, 39 Einwohner zur römisch-katholischen Kirche, fünf Einwohner zur reformierten Kirche und ein Einwohner zur Evangelischen Kirche A. B. Neun Einwohner waren konfessionslos und bei vier Einwohnern wurde die Konfession nicht ermittelt.

## Bauwerke
- griechisch-katholische Kreuzerhöhungskirche im neoklassizistischen Stil aus dem Jahr 1868, 1935 erneuert[6]

## Verkehr
Durch Porostov führt die Cesta III. triedy 3754 („Straße 3. Ordnung“) von Sobrance (Anschluss an die Cesta I. triedy 19 („Straße 1. Ordnung“)) heraus und weiter nach Lekárovce und schließlich Veľké Kapušany. 